# Actinotexis
Actinotexis är ett släkte av svampar. Actinotexis ingår i divisionen sporsäcksvampar och riket svampar.